# Sophiya Haque
Sophiya Haque (Portsmouth, 14 de junio de 1971 – Londres, 17 de enero de 2013) fue una actriz, cantante y bailarina británica. Fue conocida principalmente por su papel de Poppy Morales en Coronation Street entre 2008 y 2009.

## Biografía
Syeda Sophia Haque nació en Portsmouth, Hampshire de un padre bangladeshí y una madre judía británica. Era la pequeña de tres hermanas.
Fue criada por su madre, Thelma, maestra de escuela. Asistió a Priory School en Portsmouth, y tomó clases de baile desde la edad de dos años y medio en Mary Forrester's Rainbow School of Dance antes de mudarse a la edad de 13 años a Londres (donde vivió con su padre, Amirul Haque, un restaurador, y su segunda esposa), entrenando a tiempo completo en las Arts Educational Schools, Londres.
Haque comenzó como vocalista de la banda Akasa y llegaron a firmar un contrato con Warner Bros. en 1988. Paralelamente, trabajó como video jockey para la MTV Asia durante siete años y Channel V. Posteriormente, fue contratada como presentadora para la STAR TV en Hong Kong en 1992. Desde 1994, comenzó a parecer en la Televisión en la India y en 1997 se trasladó a Mumbai para trabajar para el Channel V India. Su primer film de Bollywood sería Khoobsurat, al que le seguirían muchos otros como Mangal Pandey: The Rising.
En 2002, Haque volvió al Reino Unido para protagonizar el papel de Rani en Bombay Dreams de Andrew Lloyd Webber. En 2005, retomó el papel de Janoo Rani en el musical de West End de The Far Pavilions. In 2012, she starred as Soraya in Wah! Wah! Girls.
En 2008, tuvo un pequeño papel en la película Wanted. Entre diciembre de 2008 y junio de 2009, encarnó a Poppy Morales, la camarera y subgerente del  Rovers Return, en Coronation Street y por coincidencia, compartió su camerino con la tía Pam de Coronation Street interpretada por la actriz Kate Anthony, que también era su prima hermana.
En 2012, apareció en la serie de la BBC House of Anubis en el papel de Senkhara. Se le diagnosticó un cáncer cuando estaba trabajando trabajaba en la producción de Michael Grandage Privates on Parade, en el papel de Sylvia Morgan, una cantante indogalesa que animaba a las tropas británicas en la Malaya en 1948.

## Vida personal y muerte
Haque vivía en Knaphill, Surrey, con su pareja, el director musical David White, y la pareja estaba en el proceso de construir una casa flotante cuando ella cayó enferma.
En las Navidades de 2012, a Hague se le diagnosticó un cáncer. Desarrolló un coágulo pulmonar y neumonía y en las primeras horas del 17 de enero de 2013, murió mientras dormía en un hospital de Londres, mientras se sometía a pruebas.

## Filmografía

### Cine
| Año  | Título                                          | Papel                                                             | Notas                        |
| ---- | ----------------------------------------------- | ----------------------------------------------------------------- | ---------------------------- |
| 1999 | Khoobsurat                                      |                                                                   |                              |
| 2000 | Snip!                                           | Tara                                                              |                              |
| 2000 | Alaipayuthey                                    | Bailarina en la canción 'September Madham'                        |                              |
| 2000 | Har Dil Jo Pyar Karega                          | Bailarina en la canción 'Aisa Pehli Baar Hua Hai'                 |                              |
| 2001 | Indian                                          |                                                                   | (como Sofia Haque)           |
| 2002 | Haan Maine Bhi Pyaar Kiya                       | Red Saaree en la canción "zindagi ko bina pyaar koi kaise guzare" |                              |
| 2002 | Santosham                                       | Mehbooba Song                                                     | Telugu film, 'Mehbooba' Song |
| 2003 | Pehli Nazar Ka Pehla Pyaar: Love at First Sight | Bailarina                                                         |                              |
| 2003 | Sandhya                                         |                                                                   |                              |
| 2003 | Udhaya                                          | Bailarina en la canción 'Thiruvellikeni Rani'                     |                              |
| 2005 | The Rising: Ballad of Mangal Pandey             | Cantante/bailarina en la canción 'Rasiya'                         |                              |
| 2008 | Wanted                                          | Puja                                                              |                              |
| 2008 | Hari Puttar: A Comedy of Terrors                | Anna Singh                                                        | (como Sophia Haque)          |
| 2013 | Jadoo                                           |                                                                   | (último papel)               |

### Televisión
| Año       | Título            | Papel         | Notas                                 |
| --------- | ----------------- | ------------- | ------------------------------------- |
| 2008      | Fur TV            | Mrs Slaughter | 1 episodio: Rent Boys/Hot Pussy       |
| 2008      | Fairy Tales       | Ameera        | 1 episodio: The Empress's New Clothes |
| 2008–2009 | Coronation Street | Poppy Morales | 60 episodios                          |
| 2012      | House of Anubis   | Senkhara      | 44 episodios                          |